# Freilla resistrix
Freilla resistrix là một loài bướm đêm trong họ Noctuidae.